# ムユウジュ
ムユウジュもしくはアソッカ（無憂樹・無憂華、無憂花・アソッカ、Saraca asoca、シノニムSaraca indica）は、マメ科（ジャケツイバラ科）サラカ属（アショカノキ属）の常緑小高木。または落葉中木。別名に阿輸迦の木（アソカノキ、アショーカノキ）、阿輸迦樹（アショーカジュ）、英名はAsoka tree, Sorrowless tree。
仏教三大聖樹（仏教三霊樹）のひとつ。

## 分布
インドから東南アジアにかけて広く分布。

## 特徴
花色は黄色 - 赤橙色の房状の集合花で円錐花序、樹皮は薬用になる。花弁は退化しており、鮮やかな萼が花のように見える。花後は大きな豆の鞘をつけ、ソラマメ大の種子が出来る。
用途は街路樹のほか、建築や家具用に使われる。
耐寒性がないので、日本では温室栽培される。

## 仏教三大聖樹
- 無憂樹（マメ科）：釈迦が生まれた所にあった木
- 印度菩提樹（クワ科）釈迦が悟りを開いた所にあった木
- 沙羅双樹（フタバガキ科）：釈迦が亡くなった所にあった木

いずれも本来のインド原産種は寒さに耐えない熱帯性で、北の地域では植栽できなかったため、似ている（とされる）代替樹種（アオイ科のボダイジュ、ツバキ科のシャラノキ）が植栽されているが、無憂樹に関しては日本では広まらずこれといった代替種は知られていない。

## 縁起樹
インドでは乙女の恋心をかなえる木、また、出産、誕生・結婚にかかわる「幸福の木」として愛好されている。